# E-I-S-Schema

Darstellungsübergänge im E-I-S-Schema nach Zech

Das E-I-S-Schema (oder auch E-I-S-Prinzip), zurückzuführen auf Jerome Bruner, beschreibt drei wesentliche Repräsentationsmodi, die für das Lernen von Inhalten entscheidend sind. Nach Bruner ist die Entwicklung des Denkens mit drei Repräsentationsebenen verknüpft: enaktiv = handelnd, ikonisch = bildhaft, symbolisch = sprachlich.  Das E-I-S-Schema ist ein didaktisches Prinzip und wird vorwiegend in der Mathematikdidaktik und der Sachunterrichtsdidaktik berücksichtigt. Aus den Anfangsbuchstaben der drei Repräsentationsmodi (auch Darstellung oder Vorstellung genannt) setzt sich der Begriff „E-I-S-Schema“ zusammen.

## Repräsentationsmodi
Bruner vertritt die Auffassung, dass die kognitive Entwicklung des Kindes in drei Stufen abläuft, die er als enaktive, ikonische und symbolische Ebene bezeichnet. Bruner entwickelt seine Theorie vor allem auf Basis von Forschungsarbeiten mit Kleinkindern und formuliert sie nicht speziell für den Mathematikunterricht, sondern für jegliches Lernen. In der Literatur werden den Repräsentationsebenen verschiedene Bedeutungen zugemessen. Dabei wird die symbolische Ebene zum Teil als höchste Repräsentationsform bezeichnet, die entsprechend für das Lernen die größten Schwierigkeiten aufwirft. An anderer Stelle wird von unterschiedlichen eigenständigen Funktionen von ikonischer und symbolischer Repräsentation ausgegangen.
Begriffe oder Sachverhalte können auf (mindestens) drei Ebenen beschrieben werden:
1. Enaktiv: Dies ist die Repräsentation durch Handlung. Beispiele hierfür sind körperliche Spiele oder der Umgang mit Gegenständen. Beispiele aus der Mathematik sind z. B. Handlungen, angedeutete Handlungen, mathematisierte Situation im Realmodell in der Originalsituation.
2. Ikonisch: Das ist die Repräsentation durch bildliche Mittel. Diese beinhaltet die Nutzung von Bildern und visuellen Repräsentationen, um Informationen zu vermitteln. Ein Bild kann dabei bestimmte Dinge oder Gegenstände repräsentieren, die das Lernen unterstützen. Zu dieser Ebene gehören auch bspw. Visualisierungshilfen (wie Pfeile, Farben), Skizzen und Zeichnungen.
3. Symbolisch: Dies ist die Repräsentation durch Sprache und Zeichen. Symbole und Zeichen sind abstrakt und oft willkürlich, wie z. B. Zahlen oder Buchstaben in der Mathematik und in der Sprache. In der Mathematik sind Formen dieser Repräsentationsebene z. B. Formeln, Rechnungen bzw. Rechenwege, Begriffe, Sprache (formulierte Regeln).

Zusätzlich zu diesen drei Ebenen können weitere Ebenen hinzugefügt werden. In der Literatur wird u. a. die verbale Ebene hinzugefügt. Dabei wird auf der symbolischen Ebene zwischen der sprachlichen Formulierung und der Repräsentation in mathematischen Zeichen unterschieden, wobei die verbale Ebene die sprachlichen Formulierungen umfasst.

## Beschreibung
Das E-I-S-Prinzip besagt, dass im Unterricht möglichst alle drei Ebenen abgedeckt werden sollen. Diese Repräsentationsebenen ergänzen sich gegenseitig. Darüber hinaus ist dem Transfer zwischen diesen Repräsentationsform (intermodaler Transfer) besondere Bedeutung beizumessen, sprich die Flexibilität im Wechsel zwischen diesen Repräsentationsebenen ist wichtig.
Es handelt sich nicht um eine Ebenenfolge, die nacheinander durchlaufen werden, sondern um gleichberechtigte Repräsentationen, die alle ihren Platz im Unterricht haben und zwischen denen flexibel gewechselt werden können muss. Im Verlauf der mathematischen Schulbildung findet jedoch eine Akzentverschiebung hin zur symbolischen Ebene statt. Dabei kann eine symbolische Repräsentation mehrere grundsätzlich verschiedene ikonische Repräsentation umfassen. Dies wird z. B. bei natürliche Zahlen und Dezimalbrüche deutlich.

## Beispiele
Die drei Repräsentationsebenen werden im Folgenden am Beispiel der Addition dargestellt. Die Addition zweier Mengen kann mit 3 Mädchen und 4 Jungen, die zusammen ins Kino gehen, dargestellt werden. Eine Frage dazu wäre: Wie viele Karten müssen sie kaufen? Der Vorgang kann zeichnerisch dargestellt und schließlich symbolisch notiert werden: {\displaystyle 3+4=7}.
Nachfolgend sind die vier Ebenen am Beispiel des Medians dargestellt:
| \| 1 \| 2 \| 2 \| 2 \| 3 \| 3 \| 4 \| 5 \| 5 \| |   | {\displaystyle m~\mathrm {ist~Median} \Leftrightarrow \|\lbrace x_{i}\in M\|x_{i}\geq m\rbrace \|\geq {\dfrac {\|M\|}{2}}\land } {\displaystyle \qquad \|\lbrace x_{i}\in M\|x_{i}\leq m\rbrace \|\geq {\dfrac {\|M\|}{2}}} | Der Median der Messwerte einer Urliste ist derjenige Messwert, der genau „in der Mitte“ steht, wenn man die Messwerte der Größe nach sortiert. |   |   |   |   |   |
| 1                                               | 2 | 2 | 2 | 3 | 3 | 4 | 5 | 5 |